# Stagno di Cabras
Lo stagno di Cabras è per estensione e per rilevanza della biodiversità una delle più importanti aree umide della Sardegna. Situato nella parte settentrionale del golfo di Oristano, è alimentato dal Riu di Mare Foghe e comunica attraverso canali naturali e artificiali con il mar di Sardegna. Assieme alle zone umide di Mistras, Pauli 'e Sali e con lo stagno di Sale 'e Porcus forma un ecosistema palustre fra i più vasti d'Europa e protetto dalla convenzione di Ramsar.
Con la direttive comunitarie n. 92/43/CEE e n. 79/409/CEE è riconosciuto sito di interesse comunitario (SIC ITB030036) e zona di protezione speciale (ZPS ITB034008). Viene esercitata l'attività di pesca a diverse specie ittiche tra cui mugilidi, anguille, spigole e orate.

## Geomorfologia
La salinità è abbastanza bassa, poiché lo stagno costituisce il recapito delle acque di un bacino di circa 440 km². In passato questo consistente apporto di acqua dolce portava anche a fenomeni di inondazione che sono stati risolti con la costruzione nella seconda metà degli anni settanta del "canale scolmatore" che ebbe lo scopo anche di ristabilire valori di salinità adatti allo sviluppo dell'ittiofauna.